# Ринальди, Анджело
Анджело Ринальди (корс. Angelo Rinaldi; 17 июня 1939, Бастия — 7 мая 2025, XIX округ Парижа) — французский романист, критик и журналист, член Французской академии (2001—2025).

## Биография
Родился 17 июня 1940 года в Бастии. Начал журналистскую карьеру в Nice-Matin, с 1969 по 1972 год сотрудничал в газете Paris-Jour, затем — в L’Express (с 1976 по 1998 год завоевал там репутацию авторитетного литературного критика). В 1998 году пришёл в Nouvel Observateur. В 1968 году занялся литературой, автор нескольких романов. В 1994 году удостоен премии принца Монако Пьера за вклад в литературу, в 1995 году получил премию фонда Mumm.
В 1971 году роман Ринальди La Maison des Atlantes (Дом Атлантов) был удостоен премии Фемина.
В 1980 году — премия Марселя Пруста за роман La dernière fête de l’Empire (Последний праздник империи).
В 1988 году роман Les Roses de Pline (Розы Плиния) удостоен премии Жана Фрютье.
21 июня 2001 года избран во Французскую академию на место, остававшееся вакантным после смерти Жозе Кабаниса (кресло № 20).
С июля 2003 по декабрь 2005 года сотрудничал в литературном приложении к газете Le Figaro — Figaro littéraire.
Умер 7 мая 2025 года в Париже в возрасте 84 лет.

### Романы
- La Loge du gouverneur, 1969 — Prix Fénéon en 1970
- La Maison des Atlantes[фр.], 1971 — Prix Femina en 1971
- L'Éducation de l'oubli[фр.], Denoël, 1974
- Les Dames de France, Gallimard, 1977
- La Dernière Fête de l’Empire, roman, Gallimard, 1980 — Prix Marcel-Proust[фр.] en 1988
- Les Jardins du consulat, roman, Gallimard, 1985
- Les Roses de Pline, Gallimard, 1987 — Prix Jean-Freustié[фр.] en 1988
- La Confession dans les collines, Gallimard, 1990
- Les jours ne s’en vont pas longtemps, Grasset, 1993
- Dernières Nouvelles de la nuit, Grasset, 1997
- Tout ce que je sais de Marie, Gallimard, 2000
- Où finira le fleuve, Fayard, 2006
- Résidence des étoiles, Fayard, 2009
- Les souvenirs sont au comptoir, Fayard, 2012
- Torrent, Fayard, 2016

### Критика
- Service de presse (choix des chroniques littéraires de L’Express), Plon, 1999, préface de Jean-François Revel
- Dans un état critique, Les Empêcheurs de penser en rond/La Découverte, 2010
- Le Roman sans peine. Chroniques. La Découverte, Paris 2012

### Пьеса
- Laissez-moi vous aimer, théâtre, Pierre-Guillaume de Roux, 2018